# Nick Onink
Nick Onink (Heerlen, 15 september 1980) is een Nederlands handbalcoach en voormalig handbalspeler. Als speler stopte in 2008 bij BFC. Hierna was hij jeugdcoach bij SVG Celle en Bayer Leverkusen en behaalde verschillende Duitse trainerdiploma's. In 2014 ging hij aan de slag als assistent-coach bij de dames van V&L, dit deed hij tot 2016. Van 2016 tot 2019 was hij hoofdcoach bij BFC. Hij wist in het eerste seizoen bij BFC het team te promoveren naar de eredivisie en het jaar hierna meteen veilig te stellen in de middenmoot van de eredivisie. In 2019 werd hij opgevolgd door Maurice Canton. Na twee jaar werd Onink assistent van Harold Nüsser bij de dames van BFC Na de zomer van 2023 vertrokken Onick en Nüsser als trainers van BFC.
Vanaf het seizoen 2024/2025 is Onink actief als assistent-trainer van het Belgische HC Eynatten-Raeren.

## Privé
Nick Onink is getrouwd met Desirée Comans samen hebben ze twee kinderen. De broer van Nick Onink, Maik Onink, is een voormalig handballer op hoog niveau.
1. Sanne Hekking ·
2. Manon Nicolaes ·
4. Femke Houtvast ·
6. Jaimy Habets ·
7. Yvette Janssen ·
8. Balou Stassen ·
9. Len Hendrix ·
10. Sanne Raven ·
13. Mirre Cremers ·
14. Anique van Malsen ·
15. Lisa Lamber ·
16. Melissa Beaumont ·
17. Luka Vorstenbosch ·
19. Lissy Janssen ·
20. Naomi Starmans ·
21. Aniek Bemelmans ·
Eefje Huijsmans  ·
Coach: Harold Nüsser
· Assistent-coach: Nick Onink
1. Emiel Koetsenruyter ·
2. Robin Verjans ·
3. Dimi Keltjens ·
4. Stan Dohmen ·
5. Robin Heuvelsland ·
6. Rik Welzen ·
7. Rik Elissen ·
8. Teun Lemmens ·
9. Aaron Clignet ·
10. Thijs Paquay ·
11. Joep Welzen ·
12. Jeroen Croonen ·
13. Gian Schmitz ·
14. Frank Beaumont ·
15. Koen Vliegen ·
16. Dani Lemmens ·
17. Luke Habets ·
18. Glenn Nijsten ·
19. Tim Vorstenbosch ·
20. Ivo Elissen ·
22. Joeri Verjans ·
32. Ralf Lemmens ·
Coach: Nick Onink
· Assistent-coach: Martijn Meij
1. Freek Janssen ·
2. Robin Verjans ·
3. Dimi Keltjens ·
4. Stan Dohmen ·
5. Simon Greven ·
6. Rik Welzen ·
7. Rik Elissen ·
8. Teun Lemmens ·
9. Aaron Clignet ·
10. Thijs Paquay ·
11. Joep Welzen ·
12. Jeroen Croonen ·
13. Ivo Elissen ·
14. Frank Beaumont ·
16. Emiel Koetsenruyter ·
17. Tim Vorstenbosch ·
18. Erwin Jacobs ·
19. Bijan Houben ·
32. Bram Hermans ·
Coach: Nick Onink
· Assistent-coach: Martijn Meij
1. Freek Janssen ·
2. Robin Verjans ·
3. Dimi Keltjens ·
4. Stan Dohmen ·
5.  Tristan Boiten ·
6. Rik Welzen ·
7. Stef Hooghiem ·
8. Teun Lemmens ·
9. Aaron Clignet ·
11. Joep Welzen ·
12. Jeroen Croonen ·
13. Ivo Elissen ·
14. Frank Beaumont ·
15. Glenn Nijsten ·
16. Ruud Bogman ·
17. Tim Vorstenbosch ·
18. Erwin Jacobs ·
32. Bram Hermans ·
Coach: Nick Onink
· Assistent-coach: Martijn Meij